# Пахомов, Николай Дмитриевич
Никола́й Дми́триевич Пахо́мов (род. 04.01.1955) — российский писатель и поэт, руководитель Курского городского отделения Союза курских литераторов (КГО СКЛ) с апреля 2011 по июнь 2021 года, член Союза писателей России с июня 2012 года. Подполковник милиции в отставке.

## Биография
Николай Дмитриевич Пахомов родился 4 января 1955 году в селе Жигаево Конышевского района Курской области в семье советского служащего. Там же окончил восьмилетнюю школу и в 1970 году поступил в Рыльское педучилище.
После окончания в 1974 году Рыльского педагогического училища год работал учителем начальных классов в Коробкинской вспомогательной школе-интернате (Конышевский р-н Курской области). Затем проходил срочную службу в Советской Армии (Ленинградский ВО), а, демобилизовавшись, с августа 1977 по май 1978 года работал в Жигаевской восьмилетней школе преподавателем русского языка и литературы, а также рисования и трудового обучения.
После этого последовал переезд в город Курск и работа транспортировщиком на заводе «Курскрезинотехника». Отсюда трудовым коллективом и партийной организацией направлен на работу в органы милиции.
С ноября 1980 года по август 2003 года (за исключением периода с 1989 по 1992 год, когда трудился рабочим в типографии «Курская правда» и членом РОСМ на КТК) находился на службе в УВД Курской области. В звании подполковника юстиции вышел в отставку и занялся литературным творчеством.
Был руководителем Курского городского отделения Союза курских литераторов (недоступная ссылка) (КГО КСЛ) с апреля 2011 по июнь 2021 года. Член Союза писателей России с июня 2012 года.

## Творчество
В 2003 году издал первую книгу очерков, новелл и рассказов о курских милиционерах «Антиподы, или Промышленный РОВД на страже порядка». К настоящему времени в данном жанре художественной прозы небольшими тиражами им изданы такие книги рассказов и повестей о сотрудниках милиции, как «В зоне закона» (2006), «Секс и смерть» (2006), «Дурная примета» (2008), «Следствием установлено» (2009), «Антиподы» (2014), «Будни Промышленного РОВД» (2014), «Весенний синдром» (2014), «Криминальный дуплет» (2014), «Ловушка для опера» (2014) и «По „горячим следам“» (2014).
Увлечение Н. Д. Пахомова историей Курского края привело к тому, что увидели свет его исторические произведения о курских удельных князьях. Это повесть «Святослав — князь курский» (2006), написанная в соавторстве с дочерью А. Н. Пахомовой, кандидатом исторических наук, роман-трилогия «На Курском княжении» — «Святославичи», «Курский стол», «Червленые щиты» (2006) и повесть «Олег Курский — князь хоробрый» (2007). Кроме того, им написана и издана в двух вариантах историческая повесть о преподобном Феодосии Печерском — первом знаменитом курянине — «Данный Богом» (2010) и «Богоданный» (2011, в редакции известного курского писателя Б. П. Агеева). По книге «Богоданный» был принят в Союз писателей России.
Небольшими тиражами вышли в свет его исторические произведения: повесть «Деяний Петровых сказитель» (2013) — о курянине-писателе Иване Ивановиче Голикове (1735—1801), авторе тридцатитомного собрания сочинений о царе Петре I «Деяния Петра Великого», роман «Первый генералиссимус России» (2014) — о бывшем курском воеводе (1682/83—1684/85) Алексее Семеновиче Шеине (1652/62—1700), в 1696 году, перед вторым Азовским походом, возведенным царем Петром I в ранг генералиссимуса, и повесть «Уходили в поход партизаны…» (2018) — о бесстрашном партизане-конышевце В. А. Лазареве, создавшем несколько партизанских разведывательно-диверсионных групп, действовавших на территории Курской области в годы Великой Отечественной войны.
Пахомовым Николаем также написаны и изданы отдельными книгами историко-приключенческий роман в двух книгах «Время Бусово» (2009) и историко-детективные повести «Меч князя Буй-тура» (2011), «Золото гуннов» (2011), «Шемячич»(2013).
В жанре публицистики, эссеистики, литературоведения и историко-краеведческих очерков о курянах небольшими тиражами им изданы такие сборники, как «Мы — куряне» (2011), «Ратная доблесть курян» (2012), «Литературные традиции Курского края» (2015), «Многозвучие» (2016), «На светлый лад…» (2016), «У истоков» (2016), «Забытые имена» (2019), «Курские правоохранители в литературе» (2020), «Курские медики в литературе» (2021), а также «А мои-то куряне…» (2008, в соавторстве с А. Н. Пахомовой), «Жигаево и жигаевцы» (2014, в соавторстве с А. Н. Пахомовой), «Конышевская земля черед призму истории Отечества и Курского края» в 5-ти книгах (2015, в соавторстве с А. Н. Пахомовой), «Курск: вехи пути» в 3-х книгах (2021, в соавторстве с А. Н. Пеньковой-Пахомовой к тысячелетию города Курска), «Вехи пути» (2019, в соавторстве с М. Г. Домашевой) — об этапах развития литературы в Курском крае, «Писатели соловьиного края» в 5-ти книгах (2020, в соавторстве с М. Г. Домашевой) — справочное биобиблиографическое издание о литераторах-курянах разных эпох и поколений.
Отдельным направлением в творчестве Н. Д. Пахомова является изданная им (опять же небольшими тиражами) серия книг очерков о жизни и творческой деятельности писателей-курян. Среди них «Восторженность — стиль творчества» (2016) — о поэте и прозаике И. Ф. Зиборове, «Всё начиналось в Курске» (2016) — о поэте, прозаике, переводчике и издателе Н. А. Полевом, «Династия» (2015) — о поэте-фронтовике Н. Ю. Корнееве и его сыне В. Н. Корнееве, «Зов слова» (2016) — о прозаике и литературном критике И. З. Баскевиче, «Кредо — личность» (2017) — о поэте и прозаике А. А. Грачеве, «Лидер» (2019) — о поэте, прозаике, краеведе и издателе Ю. А. Бугрове, «Лучезарие» (2016) — о поэте В. М. Коркиной, «Мастер короткого рассказа» (2018) — о прозаике Н. А. Шатохине, «Мой друг — поэт» (2020) — о поэте В. М. Шеховцове, «На литературных перекрестках» (2018) — о публицисте В. В. Кулагине, «На поэтическом посту» (2018) — о поэте В. А. Нарыкове, «Неизвестный писатель из Шустова» (2015) — о поэте-фронтовике, прозаике и драматурге А. М. Горбачеве, «Немеркнущий свет таланта» (2020) — о писателе-фронтовике Е. И. Носове, «Несгибаемость» (2016) — о писателе-фронтовике В. С. Алёхине, «Неуёмность» (2015) — о поэте Л. Г. Наливайко, «Новое измерение» (2016) — о поэте и прозаике Ю. П. Першине, «Окрылённость» (2018) — о прозаике-натуралисте В. И. Ткачевой, «Поэт и одичалое время» (2018) — о поэте В. Н. Корнееве, «Правда жизни — творческий стиль» (2018) — о прозаике и краеведе М. С. Лагутиче, «Проза, как сама жизнь» (2016) — о прозаике М. Н. Еськове, «Пронзительный крик души» (2019) — о писателе-фронтовике К. Д. Воробьеве, «Романтик далёкого прошлого» (2020) — о писателе-фронтовике, историке и археологе Ю. А. Липкинге, «Свет и тени эпохи» (2019) — о прозаике В. П. Деткове, «С любовью к людям и стране» (2019) — о поэте Ю. Н. Асмолове, «Созидание — стиль жизни» (2017) — о прозаике и издателе Н. И. Гребневе, «Человек чести и пользы» (2015) — о прозаике В. А. Волжине" и другие.
Участие Н. Д. Пахомова в поэтическом сборнике курских поэтов «О, Русская земля!», изданном в 2008 году, стало его дебютом в жанре стихотворного произведения. Потом появились книги стихотворных повествований на исторические темы «О, Русь моя — души отрада!»(2009), «Витязи земли Русской» (2010) и «Витязи земли Курской» (2012) и другие.
Небольшие отрывки из вышеперечисленных произведений печатались как в местных СМИ, так в журналах «Соловьиная провинция», «Курский край», «Толока», «Пограничник», альманахах «Междуречье», «Славянские колокола», «Сеймская сторона», «Курские перекрестки», «Родник», «Современная поэзия и проза Соловьиного края» и других коллективных сборниках и изданиях.
Был также инициатором издания и составителем 70 выпусков литературного альманаха «Курские перекрестки», членом редакционного коллектива подарочного издания книги «Золотые страницы Курского следствия», посвященной 50-летию органов предварительного следствия в системе МВД, а также альманахов «Современная поэзия Соловьиного края», «Литературная провинция» и других изданий.

## Награды
Лауреат литературного конкурса УМВД России по Курской области «Доброе слово» (2012, 2013), литературной премии им. П. И. Карпова (2014), творческой региональной премии им. К. Д. Воробьева (2016), литературной премии КРО СПР им. П. Г. Сальникова (2017), литературной премии КЕО СПР по краеведению имени Ю. А. Бугрова (2018), региональной литературной премии им. Е. И. Носова (2020), творческого конкурса органов предварительного следствия в системе МВД России (2021).
За активную жизненную позицию и вклад в развитие литературы Курского края, популяризацию истории края, воспитание у читателей чувства патриотизма и любви к Родине награждался Почетными грамотами и Благодарственными письмами председателя Курской областной думы В. Карамышева (2011), министра внутренних дел РФ Р. Нургалиева (2011), губернатора Курской области А. Михайлова (2012), председателя правления Союза писателей России (2013), начальника УМВД по Курской области (2013, 2014, 2015), главы города Курска Н. Овчарова (2014). Кроме того, награждён почетным знаком Курской области «За труды и Отечество» (2015), нагрудным знаком «55 лет СУ УМВД РФ Курской области» (2018), юбилейной медалью «75 лет Курской битвы» (2018).

## Семья
Жена: Пахомова (Алфёрова) Раиса Николаевна, 1956 г.р.
Дочь: Пахомова (ныне — Пенькова) Ангелина Николаевна, 1979 г.р.